# Cantón de Puntarenas
Puntarenas es el cantón primero de la provincia de Puntarenas, en la costa pacífica de Costa Rica. Es el cantón más poblado de la provincia. Su ciudad cabecera es la ciudad de Puntarenas.
Dentro de la superficie del cantón se encuentra importantes reservas biológicas como Cabo Blanco. Al cantón de Puntarenas también pertenecen varias islas ubicadas en el golfo de Nicoya, como Chira y San Lucas.
La Isla del Coco forma parte del cantón al ser el décimo distrito, se encuentra ubicada a 532 km del litoral pacífico costarricense y es famosa a nivel mundial por su rica biodiversidad, ha sido declarada Patrimonio de la Humanidad por la Unesco.

## Historia
El actual territorio de la provincia de Puntarenas fue habitado en épocas precolombinas por diversos grupos amerindios, que prácticamente ocuparon toda la costa desde el golfo de Nicoya hasta la Punta Burica. La región del Pacífico central, donde se halla el cantón de Puntarenas, fue ocupada por los huetares de occidente, que en tiempos de la llegada española en el siglo XVI, se hallaban gobernados por el rey Garabito, cuyo asentamiento principal se encontraba en lo que hoy son los llanos de Esparza, Orotina y San Mateo, en las faldas de los montes del Aguacate, y su reino se extendía por la cuenca del río Grande de Tárcoles hasta el Valle Central de Costa Rica, así mismo, ocupaba todo el litoral pacífico desde Herradura hasta el río Parrita. Al noreste del territorio de Garabito, se encontraban los cacicazgos chorotegas de Gurutina y Chomes, de influencia mesoamericana, mientras que el pueblo de Paro, también de origen mesoamericano, ocupaba las islas de Chira, San Lucas y Venado, en el golfo de Nicoya, así como la costa de los actuales Paquera, Cóbano y Lepanto. Toda esta región fue colonizada por los españoles desde 1522 y con el transcurrir del tiempo se incrementó su población, lo que la convirtió en una región muy importante.
El origen de la provincia se remonta a un documento de los Archivos Nacionales del 13 de febrero de 1720, que, hace mención a la llegada del pirata Clipperton a la zona hoy denominada golfo de Nicoya, en la cual aparece la descripción referente a una vela de embarcación pequeña en la Punta de Arena. La anterior cita es la más antigua que se tiene conocimiento sobre el sitio, el cual se originó como consecuencia del proceso geomorfológico litoral, que comenzó a principios del siglo XVII, y dio como resultado la flecha de arena. El primero en utilizarla como puerto de embarque y desembarque fue Miguel Antonio de Unanué.
En 1814 el diputado de la provincia de Costa Rica antes las Cortes de Cádiz, presbítero Florencio del Castillo, logró que éstas otorgaran el rango de Puerto Mayor a Puntarenas, Braulio Carrillo Colina, en 1840 rehabilitó a Puntarenas como puerto para el comercio del Estado. Posteriormente por decreto # 2 del 5 de marzo de 1847 se declaró puerto franco.
La población de Puntarenas, cabecera del cantón, adquiere título de “Ciudad de Puntarenas” el 17 de setiembre de 1858. Justifican tal decisión, emitida por Juan Rafael Mora Porras, en el aumento de población, su desarrollo comercial y portuario los servicios espontáneos que presentara en la campaña contra los filibusteros provenientes del sur de los Estados Unidos; ya que esta ciudad era el paso obligado para dirigirse al norte hacia Guanacaste por el río Tempisque, de ahí su importancia en la Campaña Nacional de 1856-1857.
Con la administración de Rafael Iglesias Castro, se inicia la construcción del ferrocarril del Pacífico, la cual se concluyó en 1910.
El Congreso Constitucional de la República del 7 de junio de 1909 promulgó la ley # 56 sobre división territorial municipal, que en su artículo primero, incisos 2, estableció las provincias del país para los efectos generales de la Administración Pública, entre los cuales aparece por primera vez Puntarenas con esa categoría.
Se considera que el aumento de la población del cantón se dio luego de que se declarara a Puntarenas como Puerto Franco de altura para las exportaciones de café a Inglaterra y Chile en 1847, ayudado por la construcción del burrocarril entre Barranca y Esparza y la construcción del ferrocarril entre San José y Puntarenas finalizado en 1910. Para el año 1942 sólo contaba con escuelas y colegios, en 1949 el Liceo Diurno José Martí, y se crean otras escuelas en la ciudad, luego el Colegio Nocturno hoy José Martí, Antonio Gámez, impartiendo clases en la escuela de niños hoy ( Escuela Delia Urbina de Guevara ), en 1972 se instaló un recinto con servicios educativos descentralizados de la Universidad de Costa Rica y en 1980 se creó el Colegio Universitario de Puntarenas lo que abre la posibilidad de educación superior en la ciudad de Puntarenas.
La actividad portuaria, ferrocarrilera, turística tuvo gran realce desde los finales del S XIX, XX, se electrificó el ferrocarril al Pacífico, en 1950 se construyó la carretera interamericana y luego años después se construye la carretera Alberto Echandi a la ciudad de Puntarenas. Luego se produce un gran decaimiento con el traslado del puerto a Caldera.
El 4 de agosto de 2021 se segrega el distrito de Monteverde, por medio del expediente N.º 21618 de la Asamblea Legislativa, luego el 29 de septiembre de 2021 el Poder Ejecutivo firma la ley N.º 10019 lo que convierte al distrito en cantón.

## Ubicación
Los límites del cantón están definidos de la siguiente forma: al norte con la sierra de Tilarán, al este con el río Barranca, al oeste con el río Lagarto, el río Bongo y el océano Pacífico, y al sur con el océano Pacífico. Fue fundado el 4 de noviembre de 1862. Su cabecera es la ciudad de Puntarenas.
- Norte: sierra de Tilarán; provincia de Alajuela, provincia de Guanacaste, Monteverde
- Sur: océano Pacífico
- Este: Río Barranca
- Oeste: Río Lagarto, Río Bongo con Guanacaste y océano Pacífico.

## Geografía
Cantón de Puntarenas cuenta con un área de 1786,9 km² y una altitud media de 3 m s. n. m.
Al ser uno de los cantones más grandes del país, es uno de los pocos con microclimas tan dispares como los que se dan a la orilla del mar y las montañas cercanas al bosque nuboso. En el cantón se ubican gran cantidad de playas que son destino turístico importante de turistas tanto nacionales como extranjeros.
Es el único cantón del país cuyo territorio se encuentra seccionado por un golfo, en este caso el golfo de Nicoya.

## División administrativa
De acuerdo con la división político-administrativa, el cantón central de Puntarenas es parte de la sexta provincia del país siendo su cabecera.
El cantón está integrado por 15 distritos administrativos, la ciudad de Puntarenas se compone de tres distritos urbanos; Puntarenas, Chacarita y El Roble, cuenta también con 12 distritos rurales, y la isla del Coco. Además tiene 3 Concejos Municipales de Distritos (Lepanto, Paquera, Cóbano) ubicados en la península de Nicoya.
Los distritos que componen el cantón son:
- Puntarenas
- Pitahaya
- Chomes
- Lepanto
- Paquera
- Manzanillo
- Guacimal
- Barranca
- Isla del Coco
- Cóbano
- Chacarita
- Chira
- Acapulco
- El Roble
- Arancibia

Una gran parte de la península de Nicoya se encuentra temporalmente bajo la jurisdicción del cantón de Puntarenas de la provincia de Puntarenas. Corresponde a los distritos peninsulares de Isla de Chira, Lepanto, Paquera, Cóbano. Esto puede cambiar en el futuro, ya que existe un debate constante sobre la reasignación del área por efectos históricos.

## Demografía
Para el año 2022, Cantón de Puntarenas cuenta con una población estimada de 141 697 habitantes, y para el último censo efectuado, en 2011, Cantón de Puntarenas contaba con una población de 115 019 habitantes.
De acuerdo al censo nacional del 2011, la población del cantón era de 115 019 habitantes, de los cuales, el 5,6 % nació en el extranjero. El mismo censo destaca que había 33 228 viviendas ocupadas, de las cuales, el 51,1 % se encontraba en buen estado y que había problemas de hacinamiento en el 7,9 % de las viviendas. El 71,5 % de sus habitantes vivían en áreas urbanas. El nivel de alfabetismo del cantón es del 97,1 %, con una escolaridad promedio de 7,6 años. Para el año 2012 presentaba un índice de desarrollo humano de 0.800 según el Programa de las Naciones Unidas para el Desarrollo.

## Economía
El municipio cuenta con todos los servicios básicos, además de un muelle donde atracan cruceros de turistas, en la ciudad de Puntarenas. Cuenta con una economía basada en la pesca artesanal, industrias relacionadas con el sector pesquero, y el turismo.
El censo nacional de 2011 detalla que la población económicamente activa se distribuye de la siguiente manera:
- Sector primario: 17,2 %
- Sector secundario: 16,1 %
- Sector terciario: 66,7 %

### Sector industrial
Pesca, procesamiento de sardinas y atunes, frigoríficos, fábricas de hielo, fábricas de harina, maquila, ingenios azucareros, industrias de abonos y químicos, embutidos, fábricas de productos lácteos, turismo y hotelería, torrefacción de café, mataderos, fábrica de café, alimentos de animales, industria avícola, etc.

### Agricultura
Arroz, caña de azúcar, café, frutas (sandía, mango, melones, limones), verduras (tomate, chile), maíz, café, flores, productos agrícolas de autoconsumo familiar.

### Ganadería
La actividad pecuaria es de carácter extensivo sobre todo la de carne. La ganadería es de doble propósito y se caracteriza por el predominio de animales de raza india y brasileña. Existen algunas explotaciones lecheras en las zonas altas al norte del cantón, particularmente en el distrito de Arancibia. La actividad ganadera de carne se concentra en los distritos de la península, Chomes, Manzanillo, Guacimal y Acapulco.

### Servicios
- transporte público y privado de personas
- transporte marítimo (ferry y cabotaje), turístico y aeropuerto
- centros de recreación (parque marino del Pacífico)
- centros de estudio (públicos y privados) para diferentes niveles y edades
- bancos, mutuales, financieras, cajas de cambio.
- hospitales, clínicas, Ebais, clínicas privadas.

### Comercio
La mayor actividad comercial se concentra desde el barrio El Carmen hasta el cruce de Barranca, donde existen diversos tipos de comercio como: tiendas, bazares, panaderías, supermercados, mercados, ferias agrícolas, ventas de autos, etc.

### Turismo

#### Ciudad de Puntarenas
Véase también:Turismo en la ciudad de Puntarenas
La ciudad de Puntarenas fue declarada Balneario Nacional en la década de 1940, debido a su accesibilidad por parte de los habitantes del Valle Central. Actualmente continúa siendo destino turístico principalmente entre los costarricenses, aunque el muelle remodelado permite el atraco de cruceros y esto a su vez genera la incursión de turistas nacionales y extranjeros. Este muelle principal o "muelle grande", cuya construcción original data de 1928, fue el principal punto de cabotaje, que permitió el desarrollo del país gracias a la exportación de café en el siglo XIX y parte del XX. El muelle se encuentra ubicado al inicio del paseo León Cortés Castro, conocido popularmente como paseo de los Turistas, bulevar peatonal y vehicular que se encuentra bordeando la playa, y en el cual se pueden encontrar bares, hoteles, restaurantes y áreas para patinar y caminar. Cerca del paseo de los Turistas están las principales terminales de buses que conectan con Puntarenas, y al final del mismo está el ferry que cruza el Golfo de Nicoya, lo que da acceso a muchas playas y lugares turísticos en la península de Nicoya. En lo que se refiere a turismo educativo, en el parque marino del Pacífico se encuentran diversas especies marinas características del Golfo de Nicoya. La ciudad también cuenta con gran cantidad de edificios históricos como la antigua Capitanía del puerto (edificio icónico de la ciudad), la Casa de la Cultura (ubicada en la antigua Comandancia de Plaza de la Guardia Civil), la Catedral que data de 1845, el parque Mora y Cañas, el parque Victoria, la antigua aduana del puerto, el mercado, la calle del comercio, antiguos hoteles como el Fénix y el Miramar, etc.

#### Isla del Coco
La isla del Coco fue declarada Patrimonio de la Humanidad por la UNESCO, puesto que el parque nacional localizado en esta isla alberga 235 especies de plantas (70 endémicas), 362 de insectos (64 endémicas) y 2 de reptiles endémicos: la lagartija y la salamandra; 3 de arañas, 85 de aves incluyendo las marinas (4 endémicas), 57 de crustáceos, 118 moluscos marinos, más de 200 de peces y 18 de corales. En sus aguas abundan los tiburones de aleta blanca, los gigantes tiburones martillo, los atunes, los peces loro, las mantas y los jureles. A pesar de su distancia de la costa pacífica del país (532 km), es parte del cantón central de Puntarenas.

#### Distritos de la península de Nicoya
Los tres distritos del cantón de Puntarenas ubicados en la península de Nicoya (Lepanto, Cóbano y Paquera), allende el golfo de Nicoya, son importantes destinos turísticos debido a que en ellos se localizan atractivas playas como Montezuma, Tambor, Carmen, Hermosa, Manzanillo, Santa Teresa, Mal País, isla Tortuga, etc. En Cóbano, también se encuentra la Reserva biológica absoluta Cabo Blanco, uno de los sitios más importantes y antiguos del país en lo que se refiere a conservación natural. A estos distritos se puede acceder vía ferry desde la ciudad de Puntarenas o por carretera rodeando el golfo de Nicoya por el puente de La Amistad de Taiwán, sobre el río Tempisque, en Guanacaste.

## Cultura

### Gastronomía
- Vigorones: Los puede encontrar a todo lo largo del paseo de los Turistas, se prepara con repollo picado, le agrega yuca, chicharrones de concha o carne, se adereza con un delicioso chimichurri (tomate picado, con culantro, cebolla, limón y sal). Todo servido en una o dos hojas de almendro.
- Ceviche: consiste en picar en pequeños trocitos el pescado, chucheca o plátano (menos el camarón que se deja entero) y agregarles después mucho jugo de limón, cebolla, chile dulce, culantro y sal al gusto.
- Escabeche: se pone a sudar en una sartén con mantequilla y un poquito de agua verduras como chayote, zanahoria, vainicas, coliflor, brócoli y algunos olores y condimentos como cebolla, hoja de laurel y clavo de olor. Luego se deja enfriar, cuando las verduras están tibias se les agrega vinagre y se tapa
- Langosta a la parrilla: primero se debe poner la langosta en agua hirviendo para eliminar cualquier microorganismo que no se haya desaparecido con el lavado, después se condimenta según el gusto y se coloca en la parrilla no por mucho tiempo hasta que alcance un color parecido al rojo pálido.
- Arroz con calamares: se pelan los calamares, se lavan y después se cortan en trocitos finos. Mientras se cocinan, se prepara la salsa con tomates y olores. Ya cocinado todo se revuelven los calamares con la salsa y todo se mezcla con el arroz ya preparado.
- Arroz con camarones: tiene un procedimiento igual al del arroz con calamares.
- Sopas: de camarón, de mariscos y hasta la famosa olla de carne, que aunque no se haga con mariscos es un platillo representativo de la provincia.
- Salpicón: se pone a cocinar el atún con olores. Cuando la carne está suave se seca y desmenuza, aparte se hace una salsa con tomates, condimentos y olores bien picados, la cual se pone a hervir a fuego lento. Por último se le rocía la salsa a la carne de atún desmenuzada.
- Arroz Guacho: es como hacer arroz solamente que se le agrega más agua, que quede como tipo sopa. Se puede elaborar de mariscos de la zona, cerdo, pollo.
- Patacón: es una torta hecha de plátano la cual se pone a sofreír.
- Resbaladera: hecha con arroz licuado acompañado de canela, nuez moscada, azúcar al gusto, hielo y leche.
- Tamarindo: es una bebida muy acostumbrada en Puntarenas.
- Agua de pipa: bebida preferida para calmar la sed e hidratarse, extraída del fruto de la palmera.
- Horchata: es una bebida que se hace con maní y arroz licuado, leche, cacao y azúcar.
- Granizados: helado hecho con hielo raspado, endulzado con cualquier tipo de sirope, acompañado de leche en polvo y leche condensada.
- Churchill: se prepara igual que el granizado, solamente que se le agrega una o más bolitas de helado al gusto.

## Personas destacadas
- Miguel Ángel «Lito» Pérez Treacy: futbolista puntarenense con cuyo nombre se bautizó el estadio de fútbol.
- Fray Casiano de Madrid: fraile franciscano que dedicó su vida a recoger a los niños y a los jóvenes de la calle, brindándoles educación y oficio, la gente en Puntarenas lo considera un Santo y sus restos se encuentran en la iglesia de Nuestra Señora del Carmen.